# XBIZ Award for Best Sex Scene - Non - Feature Release
L'XBIZ Award for Best Sex Scene - Non - Feature Release è un premio pornografico assegnato alla scena "Non - Feature" votata come migliore dalla XBIZ, l'ente che assegna gli XBIZ Awards, uno dei maggiori premi del settore.
Come per gli altri premi, viene assegnato nel corso di una cerimonia che si svolge a Los Angeles, solitamente nel mese di gennaio, dal 2014 al 2015. Dal 2016 è stato sostituito dal premio Gonzo Release e dall' All -Sex.

## Vincitori

### Anni 2010
| Anno | Vincitori                                                                   | Titolo                         |
| ---- | --------------------------------------------------------------------------- | ------------------------------ |
| 2014 | Bonnie Rotten Tony DeSergio Jordan Ash Mick Blue Karlo Karrera              | The Gang Bang of Bonnie Rotten |
| 2015 | Adriana Checkik James Deen Erik Everhard Mick Blue Criss Stokes John Strong | GangBang Me                    |